# Pougyango
Pougyango, également orthographié Poughniango, est une localité située dans le département de Gomponsom de la province du Passoré dans la région Nord au Burkina Faso.

## Géographie
Pougyango se situe à 5 km au sud du centre de Gomponsom, le chef-lieu départemental, à 5 km à l'ouest de Niongnongo et à environ 15 km à l'est de Yako et de la route nationale 2. La commune est traversée par la route régionale 20 reliant Yako à Kaya.

## Histoire
Depuis 1991, la commune française de Villeneuve-de-Marsan, dans les Landes, est jumelée avec Pougyango permettant une aide au développement pour les projets et infrastructures locales (projet de dispensaire-maternité, parrainage d'enfant pour la scolarisation, developpement du micro-crédit).

## Économie
L'économie du village est en partie liée à l'activité traditionnelle de son marché. En octobre 2020, débute la construction sur le territoire de Pougyango d'une usine de transformation de la tomate, la Société de fabrication de tomate (SOFATO), devant employer directement une centaine de travailleurs et transformer environ 100 000 tonnes de tomates.

## Santé et éducation
Le centre de soins le plus proche de Pougyango est le centre de santé et de promotion sociale (CSPS) de Niongnongo tandis que le centre médical avec antenne chirurgicale (CMA) de la province se trouve à Yako.
La commune possède une école primaire publique de six classes pour environ 500 élèves.